# Oreopsyche castilinea
Oreopsyche castilinea är en fjärilsart som beskrevs av Tutt 1900. Oreopsyche castilinea ingår i släktet Oreopsyche och familjen säckspinnare. Inga underarter finns listade i Catalogue of Life.